# Orwell (Ohio)
Orwell je vesnice ve Spojených státech amerických v okrese Ashtabula na severovýchodě státu Ohio. Podle sčítání lidu v roce 2010 žilo v obci 1660 obyvatel. Starostou obce je Lawrence Bottoms. Z Orwellu pochází americký olympionik a profesionální cyklista Russell Allen (1913–2012) V roce 1842 se zde narodil generálporučík Adna Chaffee, jenž bojoval v občanské válce na straně Unie, nebo ve španělsko-americké válce.